# Règles du Mah-jong (Jilin)
 (février 2014).
Si vous disposez d'ouvrages ou d'articles de référence ou si vous connaissez des sites web de qualité traitant du thème abordé ici, merci de compléter l'article en donnant les références utiles à sa vérifiabilité et en les liant à la section « Notes et références ».
Les règles du Mah-jong Jilin sont des règles alternatives aux règles du Mah-jong habituelles.
Les points remarquables sont :
- le jeu se joue avec uniquement cent trente-six tuiles;
- il est possible de faire des séries avec des dragons;
- il est possible de faire des séries de plus de trois tuiles de vents ou de dragons;
- les conditions sur les combinaisons pour gagner;
- une tuile « joker » commune à tous les joueurs permet également de remporter la partie;
- le nom des annonces;
- le comptage des points.

## Glossaire
Tuiles
- Ordinaire : tuile issue d'une famille bambou, rond ou caractère
- Spéciale : tuile de type dragon ou vent.

Combinaison
- Série : Combinaison de trois tuiles consécutives d'une même famille (bambou, rond et caractère) ou de trois dragons différents
- Triple : Combinaison de trois tuiles identiques
- Carré : Combinaison de quatre tuiles identiques

Jeu
- Compenser la combinaison:Retirer une tuile à partir des dernières piles de tuiles du mur
- Main : Ensemble des tuiles d'un joueur

## Matériel
Il y a trois familles de tuiles, numérotées de un à neuf : 
- bambou (条, tiao en mandarin);
- rond (饼, bing en mandarin);
- caractère (萬, wan en mandarin).

Chacune de ces tuiles existe en quatre exemplaires. Soit cent huit tuiles ordinaires. Ces tuiles sont illustrées ci-dessous, avec les neuf tuiles de chaque famille, ordonnées de un à neuf, de gauche à droite, avec la famille bambou en haut, la famille rond au milieu et la famille caractère en bas.
S'ajoutent à elles les tuiles spéciales. Tout d'abord les quatre vents : Nord (北), Est (東), Sud (南) et Ouest (西), chacun en quatre exemplaires. Soit seize tuiles.
Et enfin les trois dragons : dragons rouge, vert et blanc. Chacun en quatre exemplaires. Soit douze tuiles.
Donc au total cent trente-six tuiles. Il faut enfin deux dés numérotés de un à six.

## Mise en place

### Détermination du rôle et de la place de chaque joueur
Avant la première partie, on associe un vent à chaque joueur. 
 Le vent d'Est, aussi appelé le maître des vents, démarre la partie. S'il remporte la partie, il demeure le maître des vents. Sinon, les vents tournent: le joueur à la droite du précédent maître des vents devient le nouveau vent d'Est.
Pour déterminer qui est le maître des vents initial, où il s'assoit et la place des trois autres joueurs autour de la table, on détermine l'emplacement de l'Est autour de la table et l'on associe un vent à chaque joueur par tirage au sort. Pour déterminer l'emplacement de l'Est, on associe un côté de la table à l'Est véritable. On tire ensuite un dé. Si la valeur vaut un ou cinq, l'Est demeure le véritable Est. Deux ou six, il décale de 90 degrés. Trois, il décale de 180 degrés, quatre de 270 degrés. Enfin, pour déterminer la place et donc le rôle de chaque joueur, on pose sur la table les quatre tuiles retournées représentant les quatre vents et chaque joueur tire au sort un vent et s'assoit à la place associée. Le joueur tirant le vent du Nord s'assoit à la gauche du joueur ayant tiré le vent d'Est, car le Nord et le Sud sont inversés (représentation céleste).

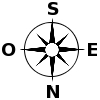
Disposition des vents

### Construction du mur et distribution des tuiles
Un mur est ensuite construit ; il est composé de quatre côtés, de dix-sept tuiles de longueur et de deux tuiles de hauteur.

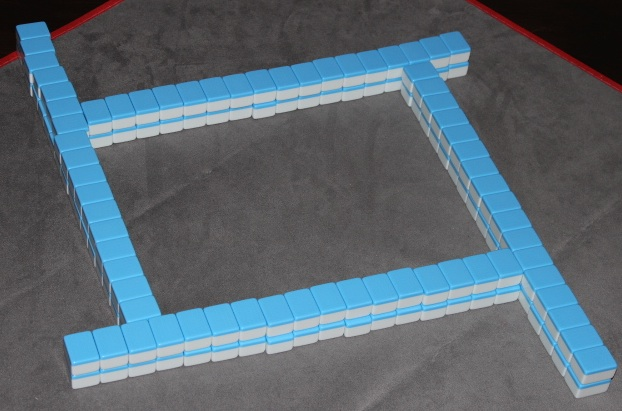
Le mur

Il s'agit alors pour chaque joueur de piocher les treize tuiles initiales de son jeu. Afin d'éviter la triche, deux adversaires décident de l'endroit où se fera la brèche à l'aide des deux dés. Le premier tirage est réalisé par le maître des vents. Le nombre correspondant indique le joueur faisant le second tirage: cinq et neuf représentant le maître des vents; deux, six et dix le joueur à sa droite, et ainsi de suite.

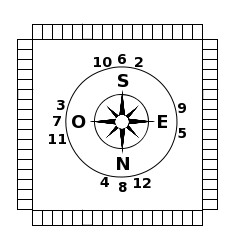
Le mur de tuiles, les vents et la valeur des dés désignant le second lanceur

De plus, la somme des deux tirages indique le lieu de la brèche où le maître des vents commence à retirer ses tuiles. On commence à compter à partir de la première pile de tuiles à droite dans le côté du mur du second lanceur de dés.
La figure suivante illustre la distribution de tuiles. Le maître des vents, situé à droite sur l'animation, lance les deux dés et obtient six. Le joueur situé à sa droite, en haut sur l'animation, lance les dés à son tour. Son lancer donne sept, la somme des deux tirages vaut donc treize. Le maître des vents prend quatre tuiles à partir de la quatorzième colonne de deux tuiles du côté du mur du joueur ayant fait le second tirage. Chaque joueur vers la droite en prend quatre consécutives dans le mur à partir des dernières retirées. Ce processus est répété trois fois. Enfin, le maître des vents prend deux tuiles: la première et la cinquième suivante. Le maître des vents démarre donc avec quatorze tuiles. Les autres joueurs en retirent une pour arriver finalement à treize. 

Exemple de distribution des tuiles

## Déroulement de la partie

### Principe du jeu
Le jeu consiste à créer des combinaisons de tuiles, le vainqueur de la partie étant le premier à parvenir à un des trois cas de figure suivants : 
- quatre combinaisons de trois tuiles, dont au moins un triple et une série, plus un double ;
- quatre triples et un double ;
- sept doubles.

Le maitre des vents, démarrant avec quatorze tuiles, relâche la tuile de son choix au centre en l'exposant et en annonçant sa valeur. Cette tuile peut être prise par un adversaire, sous certaines conditions, afin de construire une combinaison. Sinon, le joueur suivant, situé à sa droite, pioche la tuile suivante dans le mur, l'intègre à son jeu, choisit la tuile la moins intéressante, la relâche au centre du jeu en l'exposant et en l'annonçant. Et ainsi de suite.
Lorsqu'un joueur est en situation de gagner, il annonce TING. Tous les joueurs doivent alors dévoiler leurs combinaisons de tuiles spéciales comprenant au moins trois tuiles différentes. Sinon, ils perdent le bénéfice des points associés.
Le premier joueur annonçant TING tire au tour suivant une tuile joker. Cette tuile permet à tout joueur ayant annoncé TING de remporter la partie s'il la pioche. Elle est commune à tous les joueurs en situation de TING dans la partie et connue d'eux seuls. Si à cet instant ou lors des tours suivants, les autres exemplaires de la tuile joker ont tous été dévoilés, alors une nouvelle tuile joker est tirée par le premier joueur ayant fait TING.
La partie se termine lorsqu'un joueur parvient à un des trois cas de figure précédemment mentionnés. Il annonce ROU et expose toutes ses tuiles. Les scores sont alors décomptés, les tuiles mélangées; une nouvelle partie peut ensuite démarrer.

### Annonces

#### TCHE

##### Règle
Lors de la partie, un joueur peut récupérer une tuile ordinaire ou une tuile dragon relâchée par un adversaire le précédant immédiatement pour faire une série en annonçant TCHE (吃). La série ainsi formée est exposée.
Une série de dragons obtenue en annonçant TCHE ne peut plus être complétée par la suite pour former des combinaisons de plus de trois tuiles.

##### Exemple
L'image suivante présente un exemple de TCHE. Lors de la première étape, le joueur sur la gauche de l'image récupère une tuile et l'intègre à son jeu. À la seconde étape, ce même joueur choisit de relâcher la tuile 3 bambou. Seul le joueur suivant peut annoncer TCHE pour faire une série. C'est le cas ici : le joueur suivant, en bas, est intéressé pour faire une série deux, trois et quatre bambou et annonce TCHE. Il l'intègre dans son jeu à l'étape quatre et relâche une tuile, ici le vent du Nord 北 (étape 5). Il expose la combinaison ainsi formée aux autres joueurs.

TCHE

#### TCHA

##### Règle
N'importe quel joueur peut prendre n'importe quelle tuile venant d'être lâchée pour faire un triple ou un carré en annonçant TCHA (岔), l'annonce TCHA étant prioritaire sur l'annonce TCHE. La combinaison ainsi formée est exposée. Elle ne peut plus être complétée sauf pour former un carré à l'aide d'une tuile piochée par le joueur lui-même.
Lors de la compensation au sujet d'une combinaison composée de plus de trois tuiles spéciales, un adversaire peut annoncer TCHA sur les tuiles présentes en deux exemplaires dans cette combinaison s'il possède les deux tuiles restantes et se saisir d'une d'entre elles.
Les éventuels joueurs entre le joueur lâchant la tuile et celui annonçant TCHA perdent leur tour.

##### Exemple
L'image suivante présente un exemple de TCHA. Lors de la première étape, le joueur en haut récupère une tuile et l'intègre à son jeu. À l'étape deux, ce même joueur choisit de relâcher la tuile trois caractères. Le joueur en bas est intéressé pour faire un triple et annonce TCHA. Il l'intègre dans son jeu à l'étape quatre, expose la combinaison ainsi formée aux autres joueurs et enfin relâche une tuile, ici le un caractère.

TCHA

#### TING

##### Règle
Un joueur en situation de gagner annonce TING (听). Au prochain tour, il prend connaissance de la tuile joker. À partir de l'instant où un joueur annonce TING, il ne peut plus changer d'objectif de combinaison. Par exemple, dans le premier cas de figure quatre combinaisons de trois tuiles, dont au moins un triple et une série, plus un double, si le joueur est en attente du quatre rond pour former sa dernière combinaison, il ne peut plus gagner qu'avec le quatre rond ou la tuile joker.
Par ailleurs, dès la première annonce TING, tous les joueurs ayant des combinaisons de tuiles spéciales, comprenant au moins trois tuiles différentes, doivent exposer ces combinaisons si elles n'ont pas déjà été exposées. Sinon, les points associés sont perdus.
À noter qu'un joueur ayant annoncé TING peut toujours compléter ses combinaisons de tuiles spéciales ou former un carré.

##### Exemple
L'animation suivante présente un exemple simple d'annonce TING. Au départ, le joueur en bas est en attente de la tuile neuf bambou. Il l'obtient et dispose alors dans son jeu d'un triple (trois caractère) exposé car obtenu à la suite d'un TCHA, d'une série exposée à la suite d'un TCHE (deux, trois et quatre bambou), une série de caractère (sept, huit et neuf caractère) et un triple (neuf bambou). Le joueur est donc dans le premier cas de figure pour remporter la partie : quatre combinaisons de trois tuiles, dont au moins un triple et une série, plus un double. Il est en attente du quatre rond pour former un double et gagner. Il relâche la tuile huit bambou devenue inutile (seconde étape) et annonce TING (troisième étape). Le joueur de gauche en possession d'une combinaison de trois vents différents expose alors sa combinaison (quatrième étape). Le jeu continue. Le joueur de droite joue (cinquième étape), puis celui du haut (sixième étape), et celui de droite (septième étape). Au tour du joueur du bas. Étant le premier à avoir annoncé TING, il tire un dé afin de déterminer la tuile joker (huitième étape). Le dé vaut deux. Le joueur retire alors la tuile sur la seconde pile du mur en partant de la fin. C'est le deux rond. Il vérifie que les trois autres exemplaires n'ont pas été exposés. Ce n'est pas le cas. Étant en attente du quatre rond, le jeu continue et le joueur du bas joue en piochant une tuile (étape non montrée). 

TING

#### ROU

##### Règle
Un joueur récupérant la tuile lui permettant de remporter la partie annonce ROU (和). Le joueur annonce et montre cette tuile et expose ensuite toutes ses combinaisons. L'annonce ROU est prioritaire sur TCHA et TCHE. Si plusieurs joueurs annoncent ROU, le vainqueur est le premier dans le sens de rotation des vents (sens antihoraire).

##### Exemple
L'animation suivante illustre un joueur remportant la partie. Au départ, il est en attente de la tuile quatre rond pour former sa dernière combinaison. Il pioche cette tuile lors de la seconde étape, annonce ROU pour signaler sa victoire (troisième étape) et enfin expose toutes ses combinaisons (quatrième étape).

ROU

### Combinaisons possibles

#### Série
Une série est une combinaison de trois tuiles ordinaires consécutives ou de trois dragons différents. Une série de trois dragons est comptée comme un triple dans le décompte final. Différents exemples de séries sont représentés ci-dessous.
; ; ; ; ; .

#### Triple
Un triple rassemble trois tuiles identiques, ordinaires ou spéciales. Trois exemples de triples possibles sont illustrés.
; ; .

#### Carré
Un carré rassemble quatre tuiles identiques. Voici quelques exemples.
; ; ; .
Si le joueur cherche à gagner avec sept doubles, alors le carré est compté comme deux combinaisons doubles. Sinon, le carré est compté comme une combinaison de trois tuiles et la combinaison est compensée.

#### Combinaison de vents ou de dragons de trois tuiles et plus
Un joueur peut former des combinaisons de vents ou de dragons composées de trois tuiles ou plus, dont trois différentes. De telles combinaisons sont comptées comme des triples dans le décompte final.
En cas de combinaison de vents ou de dragons avec trois tuiles différentes, le joueur peut exposer la combinaison aux adversaires. À partir de la première annonce TING, chaque joueur en possession d'une telle combinaison doit l'exposer pour ne pas perdre les trois points associés.
Si le joueur dispose d'une combinaison de plus de trois tuiles, il peut l'exposer et procéder à sa compensation. Jusqu'à la fin de la partie, il est possible d'ajouter des tuiles à une combinaison de vents ou de dragons déjà exposée. Chaque ajout donne lieu alors à une compensation.
Lors de l'exposition, si la combinaison contient deux tuiles identiques, un joueur adverse peut annoncer TCHA et se saisir d'une des deux tuiles. Dans ce cas, la compensation est annulée. De même lors de l'ajout d'une tuile, si cette tuile est déjà présente dans la combinaison.
Sur l'illustration ci-dessous, la combinaison présente cinq vents. Elle peut être obtenue lors de la distribution initiale des tuiles ou bien au cours de la partie, lorsque le joueur pioche la tuile vent d'ouest 西 lui permettant d'avoir trois types de vents différents.
La combinaison de dragons ci-dessous présente le même cas de figure avec non plus cinq vents, mais six dragons.

### Compensation de combinaison

#### Règle
L'objectif de la partie est de faire quatre combinaisons de trois tuiles et d'un double ou sept doubles. En présence de combinaison de plus de trois tuiles, il n'est plus possible pour le joueur de réaliser quatre combinaisons de trois tuiles et d'un double. Dans ce cas, le joueur prend une tuile à la fin du mur par tuile supplémentaire. Par exemple, pour un carré, le joueur compense une fois. Pour une combinaison de cinq vents, le joueur compense à deux reprises.

#### Exemples
L'animation suivante illustre la compensation d'une combinaison de cinq vents. Le joueur du bas dispose initialement de quatre vents: deux vents du Nord (北) et deux vents de l'Est (東) (étape 1). Le joueur pioche alors un vent d'ouest (西). Il dispose dès lors d'une combinaison de cinq vents, dont trois différents. Il la compense. Le joueur expose tout d'abord quatre tuiles: un vent du Nord, deux vents de l'Est, un vent de l'Ouest (西) (étape 3). Personne n'annonce TCHA pour se saisir d'un des deux vents d'Est, le joueur peut donc compenser une première fois la combinaison. Il retire la dernière tuile du mur, le trois rond, et l'intègre à son jeu (étape 4). Ensuite, il ajoute le vent du Nord à sa combinaison déjà exposée (étape 5). De nouveau, personne n'annonce TCHA, le joueur compense la combinaison une nouvelle fois en retirant la dernière tuile du mur, le dragon vert et en l'intègrant à son jeu (étape 6). Enfin, il choisit la tuile la moins intéressante de son jeu, en l'occurrence le dragon vert, la relâche en l'exposant (étape 7). Le joueur suivant peut alors jouer. On peut noter que le joueur du bas dispose de quinze tuiles, dont une combinaison de cinq vents. 

Compensation de combinaison de vents à deux reprises

L'exemple suivant illustre le cas de figure où un adversaire annonce TCHA lors de la présentation de la combinaison de tuiles spéciales. Les cinq premières étapes sont identiques au cas précédent. Lorsque le joueur présente son second vent du Nord (北), le joueur situé à sa gauche annonce TCHA, mettant ainsi fin à la compensation. Le joueur de gauche se saisit de ce vent du Nord et expose le triple de vents du Nord ainsi formé (étape 6). Le joueur poursuit alors. Il relâche la tuile dragon rouge (étape 7). 

Compensation de combinaison de tuiles spéciales et TCHA

### Tirage de la tuile joker
Le premier joueur annonçant TING lance un dé. La valeur du dé indique la colonne à partir de la fin du mur où retirer la tuile joker. Par exemple, si le dé annonce trois, alors on compte la troisième colonne complète à partir de la fin du mur et on retire la tuile supérieure. Si les autres exemplaires de la tuile joker ont déjà été exposés, la tuile est remise à sa place, face exposée, et un nouveau tirage est réalisé. Si le nouveau tirage aboutit à une tuile déjà exposée, on procède de nouveau à un tirage. Seuls les joueurs ayant annoncés TING connaissent la tuile joker.

### Fin de la partie
La partie cesse dès qu'un joueur a remporté la partie ou qu'un joueur a atteint les six dernières piles à piocher.

### Remporter la partie

#### Règles pour l'emporter
Pour gagner, le joueur doit avoir annoncé TING et former soit :
- quatre combinaisons de trois tuiles, dont au moins un triple et une série, plus un double;
- quatre triples et un double;
- sept doubles sans jamais annoncer TCHA.

Pour ces trois cas de figure, parmi les combinaisons, il faut :
1. un ou trois types de tuile ordinaire, jamais deux;
2. au moins une tuile numérotée un ou neuf, sauf si une combinaison contient des tuiles spéciales.

Une combinaison d'au moins trois tuiles spéciales différentes est comptée comme un triple dans le décompte final. Par exemple : deux vents d'Est, un vent du Nord et un vent du Sud comptent comme un triple.
Dans le premier cas de figure (quatre combinaisons de trois tuiles, dont au moins un triple et une série, plus un double), si le joueur cherche à former une série, alors il doit obligatoirement être en attente d'une seule tuile. Par exemple, si le joueur dispose de deux tuiles numérotées deux et trois, alors le joueur ne peut annoncer TING, car il pourrait former sa série à l'aide de deux tuiles différentes, le un ou bien le quatre.
La tuile pour remporter la partie peut être : 
- une tuile piochée par le gagnant, obtenue soit directement dans le mur, soit à la suite d'une compensation ;
- une tuile relâchée par un adversaire ;
- la tuile joker piochée par le gagnant.

Lors du premier tour, un joueur en situation de gagner peut annoncer ROU et remporter la partie sans avoir annoncé TING.

#### Exemples

##### Quatre combinaisons de trois tuiles, dont au moins un triple et une série, plus un double

###### Avec une seule tuile possible
Quatre exemples sont présentés. Dans la première main, le joueur dispose de trois séries et un triple, les trois familles sont présentes et il dispose d'une tuile numérotée un. Il est en attente du huit caractère pour l'emporter afin de compléter son double.
; ; ; ;  ← 
Dans la seconde main, le joueur dispose de deux séries, un double et une combinaison de vents comptant comme un triple. En raison de cette dernière combinaison, il n'a pas besoin de tuile numérotée un ou neuf. Les trois familles sont présentes. Il est en attente du sept bambou pour compléter sa troisième série. 
            ← 
Dans la troisième main, le joueur a trois séries et un double. Les trois familles sont présentes et il n'a pas besoin d'une tuile numérotée un ou neuf, car il est en attente du dragon vert pour former une combinaison de tuiles spéciales.
            ← 
Enfin, dans la dernière main, le joueur dispose de deux triples, deux séries et est en attente du vent du Nord pour faire un double. Une seule famille est présente et la combinaison de vent annule le besoin de tuile numérotée un ou neuf.
; ; ; ; ← 

###### Avec deux tuiles possibles
Il existe certains cas de figure où le joueur peut annoncer TING avec deux tuiles différentes possibles pour former sa dernière combinaison.
Quatre tuiles consécutives
Dans ce cas de figure, le joueur dispose de quatre tuiles consécutives. Il peut remporter la partie avec chacune des tuiles à l'extrémité.
L'illustration suivante présente ce cas de figure. Le joueur dispose initialement d'une série grâce aux quatre tuiles consécutives deux, trois, quatre et cinq caractère. Il peut remporter la partie en formant un double soit avec la tuile deux caractère, soit avec la tuile cinq caractère.
   +     ⇒    
Ou:
   +     ⇒    
Un triple de tuiles numérotées N et une tuile N-2 ou N+2 de la même famille plus un autre triple
Dans ce cas de figure, le joueur peut remporter la partie en formant un double avec une tuile N-2 ou N+2 ou en formant une série avec une tuile N-1 ou N+1.
L'illustration suivante montre ce cas de figure avec un triple de sept rond et une tuile cinq rond. Ici, N vaut sept. Le joueur peut former un double avec le cinq rond (cas du milieu) ou une série avec le six rond.
; + ;  ⇒ ; 
Ou:
; + ;  ⇒ ; 
Un triple de dragons et un autre dragon
Ce cas de figure est similaire au cas précédent. Le joueur dispose initialement d'un triple de dragons et d'un autre dragon. Le joueur peut remporter la partie en formant un double avec ce dernier dragon ou bien former une série avec les trois dragons. À noter que dans ce cas de figure, la série de trois dragons ne donne pas droit à trois points dans le décompte final.    
; +  ;  ⇒  ; 
Ou:
; + ;  ⇒  ; 
Trois tuiles 8 et une tuile 9 ou trois tuiles 2 et une tuile 1 de la même famille plus un autre triple
L'image suivante illustre ce cas de figure. Le joueur dispose initialement de treize tuiles, dont un triple de huit bambou, une tuile neuf bambou, un triple de huit rond, une série de caractère et une série de bambou. Le joueur peut gagner, soit avec la tuile sept bambou (milieu de l'image) pour former une série ou avec la tuile neuf bambou (bas de l'image) pour former un double.
 ; + ;  ⇒ ; 
Ou:
; + ;  ⇒ ; 

##### Quatre triples et un double
Deux exemples de mains sont présentées. Dans la première main, le joueur est en attente ou bien du sept bambou ou bien du dragon rouge pour l'emporter.
 ; ; ; ;  ←  ou 
Dans la seconde main, le joueur est en attente du deux bambou ou bien du deux caractère pour l'emporter. La combinaison de vents et la combinaison de dragons comptent comme des triples.
; ; ; ;  ← ou 

##### Sept doubles sans jamais annoncer TCHA
Deux exemples illustrent ce cas de figure. Dans le premier exemple, le joueur recherche un caractère pour compléter son dernier double. Les autres doubles appartiennent à trois familles et au moins une combinaison contient une tuile numérotée un.
; ; ; ;   ;;  ← 
Dans le second exemple, le joueur attend le quatre rond pour former sa dernière combinaison. Les trois familles sont représentées. Le double de vent annule le besoin d'avoir une tuile numérotée un ou neuf .  
; ; ; ; ; ;  ← 

## Comptage des points

### Points pour le vainqueur

#### Point par type de combinaison
Victoire avec quatre combinaisons de trois tuiles dont au moins un triple et une série plus un double : 1
Victoire simple avec la dernière tuile trouvée :
- numérotée sept ou trois, complétant une série huit et neuf ou un et deux : 2
- complète un double et toutes les autres combinaisons ont été exposées (sauf les carrés formés sans TCHA)   : 2

Victoire avec quatre triples et 1 double  : 4
Victoire avec sept doubles : 8

#### Cas particuliers
- Le vainqueur a trouvé la tuile manquante sans l'aide d'un adversaire : ×2
- Le vainqueur a pioché la tuile joker du mur: ×2
- La tuile joker est la tuile manquante pour former sa suite de combinaisons : ×2
- Le vainqueur n'a jamais annoncé TCHE ou TCHA : ×2
- Le vainqueur a débuté (maître des vents) : ×2
- Le vainqueur compense une combinaison. Il récupère ce faisant une tuile et c'est une tuile gagnante  : ×2
- Tous ces cas particuliers peuvent se cumuler.

#### Paiement au vainqueur
Chaque perdant paye alors au vainqueur le montant du. Si le maître des vents a également perdu, il paye double. Si un perdant n'a pas annoncé TCHE ou TCHA, il paye double. Si un des perdants a donné la tuile manquante au vainqueur et n'avait pas annoncé TING, il paye pour tous les perdants.
Une limite maximale peut être fixée pour limiter les pertes des perdants. Le vainqueur ne peut pas gagner dès lors plus de trois fois la limite par partie.

### Points pour tous les joueurs
À la fin de la partie, chaque joueur remporte des points en fonction des carrés et des combinaisons de tuiles spéciales en sa possession.

#### Points pour les combinaisons de tuiles spéciales
Une combinaison de trois tuiles spéciales formée à l'aide d'une annonce TCHE ou TCHA ne donne pas de points.
Pour toute combinaison, excepté celle donnant lieu à la victoire, avec au moins trois tuiles différentes : un point par tuile spéciale.

#### Points pour les carrés
On compte les points associés aux carrés :
- un carré composé tout seul : +2 ;
- un carré composé à l'aide d'une annonce TCHA : +1.

#### Paiement
Chaque joueur paye à chaque adversaire les points correspondants aux combinaisons de tuiles spéciales et carrés que cet adversaire possède à la fin de la partie.